# Przeprowadzki
Przeprowadzki – polski serial obyczajowy zrealizowany w latach 2000–2001. Zdjęcia do serialu powstały w Warszawie, Piotrkowie Trybunalskim i Oporowie.

## Fabuła
Akcja serialu, według pierwotnego założenia, miała trwać równo sto lat – od Sylwestra 1900 do Sylwestra 2000. Każdy z odcinków to odrębna fabularna całość, opowiadająca o jakiejś przeprowadzce i zagubionym podczas niej przedmiocie. Jedynym łącznikiem między poszczególnymi częściami jest rodzina Szczygłów, kierująca firmą przewożącą dobytek ludzi zmieniających mieszkanie. W tle każdej opowieści rozgrywają się doniosłe wydarzenia historyczne. Nie pozostają one rzecz jasna bez wpływu na dzieje rodziny Szczygłów. Serialu nie skończono. Z 21 planowanych odcinków nakręcono tylko 10, obejmujących okres od 1900 do 1941 roku.

## Obsada
- Olaf Lubaszenko – Stanisław Szczygieł
- Łukasz Nowicki – Bogdan Szczygieł
- Krzysztof Banaszyk – Czesław Szczygieł
- Artur Janusiak – Mieczysław Szczygieł
- Anna Radwan – Teresa Szczygieł
- Wojciech Majchrzak – Wacław Szczygieł
- Edyta Jungowska – Helena Szczygieł
- Kinga Preis – Róża Żychniewicz-Szczygieł
- Leon Charewicz – ojciec Róży
- Maja Ostaszewska – Celina, żona Mieczysława Szczygła
- Mirosław Jękot – dyrektor banku

Wystąpili również
- Piotr Adamczyk – lejtnant, adiutant generała
- Zbigniew Bogdański – 2 role: mecenas na weselu Róży i Cześka (odc. 2); model Kuśmidra prezydenta Wojciechowskiego (odc. 7)
- Jacek Czyż – starosta na weselu Róży i Cześka
- Dariusz Dobkowski – Guziłło, członek komisji odbiorczej
- Ireneusz Dydliński – więzień Pawiaka
- Agnieszka Dygant – Urszula, żona księcia Dowgiłły
- Adam Ferency – generał Jegorow
- Marian Glinka – brygadzista Dziuniek
- Magdalena Gnatowska – dziewczyna niosąca mleko
- Tadeusz Hanusek – Lilpop, prezes fabryki
- Przemysław Kaczyński – żołnierz
- Paweł Kleszcz – oficer
- Krzysztof Kolberger – doktor Zygfryd Reutt
- Mirosław Kowalczyk – gość na raucie w pałacu Dowgiłłów
- Maciej Kozłowski – kasiarz Marian Holtz
- Robert Kudelski – Maciek Reutt
- Ireneusz Machnicki – lotnik na ławce
- Maria Pakulnis – doktorowa Reutt
- Dariusz Pick – więzień Pawiaka
- Ryszard Pracz – latarnik
- Tomasz Preniasz-Struś – sołdat
- Zdzisław Sośnierz – kapitan Tarnawski, lekarz pułku
- Stanisław Sparażyński – ksiądz udzielający ślubu Róży i Cześkowi
- Karol Stępkowski – profesor, tragarz w firmie Szczygła
- Maciej Stuhr – Stefan Aleksander Okrzeja
- Paweł Szwed – tragarz
- Wiktor Zborowski – Abraham Rosenberg, brygadzista
- Wojciech Kobiałko

## Lista odcinków
W nawiasach podano rok, w którym toczy się akcja odcinka.
1. Kufer Lilianny (1900)
2. Szklana kula Róży (1901)
3. Serwantka generałowej (1905)
4. Kanapa doktora Reutta (1914)
5. Rondel kuchmistrza Sokołka (1918)
6. Nocnik panny Agaty Turskiej (1920)
7. Niczyj portret (1926)
8. Steinway ordynata (1929)
9. Sejf 1-go Pułku Szwoleżerów (1939)
10. Szafa brygadiera Abramka (1942)